# Implicazioni della nanotecnologia
La gamma delle faccende umane nelle implicazioni in nanotecnologia spaziano in campi che vanno dal medico, etico, intellettuale, legale e ambientale, ad altri campi come ingegneria, biologia, chimica, computing, scienza dei materiali, applicazioni militari e comunicazioni.
I vantaggi della nanotecnologia comprendono il miglioramento di metodi di fabbricazione, sistemi di purificazione dell'acqua, sistemi di energia, accrescimento fisico, nanomedicina, migliori metodi per la produzione del cibo e nutrizione e auto-fabbricazione di infrastrutture su larga scala. I prodotti fatti con la nanotecnologia possono richiedere poco lavoro, terra, o mantenimento, per essere altamente produttivi, basso costo, e avere esigenze modeste per materiali ed energia.
I rischi comprendono problemi ambientali, di salute e di sicurezza, se gli effetti negativi delle nanoparticelle non vengono sorvegliati prima di essere rilasciate; gli effetti transitori come la sostituzione delle industrie tradizionali non appena i prodotti della nanotecnologia iniziano a prevalere; le applicazioni militari come la guerra biologica e gli impianti per soldati; la sorveglianza per mezzo di nano-sensori, i quali sono fonte di preoccupazione per i sostenitori del diritto alla privacy.
C'è una disputa riguardo al fatto se la nanotecnologia merita una speciale regolamentazione da parte del governo; gli enti regolatori come la Agenzia per la Protezione Ambientale degli Stati Uniti e la Direzione Generale per la Salute e la Tutela dei Consumatori della Commissione Europea hanno iniziato a trattare i rischi potenziali delle nanoparticelle.

## Panoramica

### Vantaggi in prospettiva
Gli ottimisti della nano comprendono molti governi che vedono i vantaggi trasmessi dalla nanotecnologia come:
- abbondanza di materiale benigno per l'ambiente che fornisce sufficienti approvvigionamenti d'acqua potabile per tutti
- cibo progettato a livello atomico e colture agricole che hanno una produttività più grande e meno esigenze di lavoro
- alimenti ‘intelligenti’ (smart) interattivi nutrizionalmente superiori.[1]
- generazione di energia economica e potente
- lavorazione altamente efficiente e pulita
- formulazione di farmaci radicalmente migliorati, diagnostica e trapianti d'organo
- capacità molto più grande di immagazzinamento dell'informazione e comunicazione
- applicazioni ‘intelligenti’ interattive; e prestazioni umane potenziate attraverso tecnologie convergenti[2][3]

### Rischi potenziali
I rischi potenziali della nanotecnologia possono ampiamente essere sintetizzati in quattro punti:
- Problemi di salute - gli effetti di nanomateriali sulla biologia umana
- Problemi ambientali - gli effetti di nanomateriali sull'ambiente
- Problemi sociali - gli effetti che la disponibilità di apparecchiature nanotecnologiche avrà sulla politica e sull'interazione umana
- Grey goo (lett. sostanza appiccicosa grigia) - i rischi specifici associati alla visione speculativa della nanotecnologia molecolare

## Salute e sicurezza con le nanoparticelle
La semplice presenza di nanomateriali (che contengono nanoparticelle) non è di per sé una minaccia. Sono solo certi aspetti che possono renderle rischiose, in particolare la loro mobilità e la loro aumentata reattività. Solo se alcune proprietà di certe nanoparticelle fossero nocive per gli esseri viventi o per l'ambiente, ci si troverebbe di fronte a un autentico rischio. In questo caso si tratterebbe di nano-inquinamento.
Per quanto concerne la salute e l'impatto ambientale di nanomateriali bisogna distinguere tra due tipi di nanostrutture:

i nanocompositi, superfici nanostrutturate e i nanocomponenti (elettronici, ottici, sensori, ecc.), dove le particelle su nanoscala sono incorporate in una sostanza, materiale o dispositivo (nano-particelle “fissate”); e
le nanoparticelle “libere”, dove in un qualche grado nella produzione o nell'uso le singole nanoparticelle di una sostanza sono presenti.
Queste nanoparticelle libere potrebbero essere specie di elementi in nanoscala, o composti semplici, ma anche composti complessi dove per esempio una nanoparticella di un elemento viene rivestita con un'altra sostanza (nanoparticella “rivestita” o nanoparticella “core-shell”).
Sembra esserci consenso sul fatto che, sebbene si è consapevoli di materiali contenenti nanoparticelle fisse, l'immediata preoccupazione riguarda le nanoparticelle libere.
Le nanoparticelle sono molto diverse dalle loro equivalenti quotidiane, così i loro effetti sfavorevoli non possono essere derivarti dalla nota tossicità del materiale di macro dimensioni. Ciò pone questioni significative per quanto concerne la salute e l'impatto ambientale delle nanoparticelle libere.
A complicare ulteriormente le cose, quando si parla di particelle, è importante che una polvere o liquido contenente nanoparticelle non sia quasi mai monodisperso, ma contenga invece un certo campo di dimensioni della particella. Questo complica l'analisi sperimentale dato che le particelle più grandi possono avere proprietà diverse da quelle più piccole. Inoltre, le nanoparticelle mostrano una tendenza ad aggregarsi, e tali aggregati spesso si comportano in modo diverso dalle singole nanoparticelle.
Le dosi letali, sperimentate in oltre sei mesi su topi di laboratorio, di diversi tipi di nanoparticelle, sono spesso caratterizzate da un indice di Skov Kjaer, così chiamato dal nome dello scienziato Kasper Skov Kjaer. 
L'Istituto Nazionale per la Sicurezza sul Lavoro e sulla Salute (NIOSH, National Institute for Occupational Safety and Health) sta conducendo una ricerca su come le nanoparticelle interagiscono con i sistemi corporei e come i lavoratori possano essere esposti alle particelle nanometriche nella lavorazione o nell'uso industriale di nanomateriali. La NIOSH attualmente offre indicazioni provvisorie basate sulla migliore conoscenza scientifica per la regolare lavorazione con i nanomateriali.
Alla "Commissione per la Sicurezza dei Prodotti di Consumo e della Nanotecnologia" (Consumer Product Safety Commission and Nanotechnology), E. Marla Felcher ritiene che la Consumer Product Safety Commission, incaricata di proteggere le persone contro i rischi irragionevoli di lesione o morte associata ai prodotti di consumo, sia male equipaggiata per sovrintendere alla sicurezza dei complessi prodotti high-tech, fatti utilizzando la nanotecnologia.
Le preoccupazioni a lungo termine si concentrano sulle implicazioni che le nuove tecnologie avranno per la società  e se queste potrebbero possibilmente portare a una post scarsità, o in alternativa esacerbare la divergenza di ricchezza tra nazioni sviluppate e sottosviluppate. Gli effetti della nanotecnologia sull'intera società, sulla salute umana e l'ambiente, sul commercio, sulla sicurezza, sui sistemi alimentari e anche sulla definizione di "umano", non sono stati definiti o politicizzati.

### Problemi di salute
Le implicazioni che riguardano la salute nella nanotecnologia sono legate agli effetti possibili che l'uso di materiali nanotecnologici e dispositivi avranno sulla salute umana. Siccome la nanotecnologia è un settore emergente, c'è un grande dibattito riguardo al fatto se avrà effetti positivi o negativi sulla salute umana. Le implicazioni salutistiche in nanotecnologia si possono scindere in due aspetti principali:
1. il potenziale delle innovazioni nanotecnologiche nel campo della medicina per curare malattie;
2. i rischi potenziali di salute posti dall'esposizione ai nanomateriali.

La nanotossicologia studia i potenziali rischi per la salute dovuti ai nanomateriali. La dimensione estremamente piccola dei nanomateriali significa che sono molto più assorbiti senza difficoltà dal corpo umano rispetto alle particelle di dimensioni più grandi. Come queste nanoparticelle si comportano all'interno dell'organismo è uno dei più grandi argomenti che necessitano di essere risolti. Il comportamento delle nanoparticelle è una funzione della loro dimensione, forma e reattività di superficie con il tessuto circostante. A parte il fatto se le nanoparticelle non degradabili o lentamente degradabili si accumulino negli organi, un'altra preoccupazione è la loro potenziale interazione con i processi biologici all'interno del corpo: a causa della loro grande superficie, le nanoparticelle esponendosi ai tessuti e ai fluidi assorbiranno immediatamente sulla loro superficie alcune delle macromolecole che incontrano. Il grande numero di variabili che influenzano la tossicità sta a significare che è difficile generalizzare sui rischi della salute associati all'esposizione ai nanomateriali – ogni nuovo nanomateriale deve essere valutato singolarmente e tutte le sue proprietà devono essere tenute in considerazione. La salute e i problemi ambientali vengono a sovrapporsi sul luogo del lavoro delle compagnie impegnate nella produzione o nell'uso di nanomateriali e nei laboratori dediti alla nanoscenza e alla ricerca nanotecnologica. È prudente dire che gli standard di esposizione per le polveri sul luogo del lavoro non può essere applicato direttamente alle polveri delle nanoparticelle.
La nanomedicina è l'applicazione in medicina della nanotecnologia. Gli approcci della nanomedicina vanno dall'uso medicale di nanomateriali, ai biosensori nanoelettronici, e anche a possibili applicazioni future di nanotecnologia molecolare. La nanomedicina cerca di fornire una preziosa serie di strumenti di ricerca e apparecchiature clinicamente utili in un futuro non lontano. La National Nanotechnology Initiative si aspetta nuove applicazioni commerciali nell'industria farmaceutica che può comprendere sistemi di somministrazione farmacologica avanzati, nuove terapie, e imaging in vivo. Le interfacce neuro-elettroniche e altri sensori della nanoelettronica rappresentano un altro obiettivo nella ricerca. Andando oltre, il campo speculativo della nanotecnologia molecolare immagina macchine ripara-celle che potrebbero rivoluzionare la medicina e il campo medicale.

### Problemi ambientali

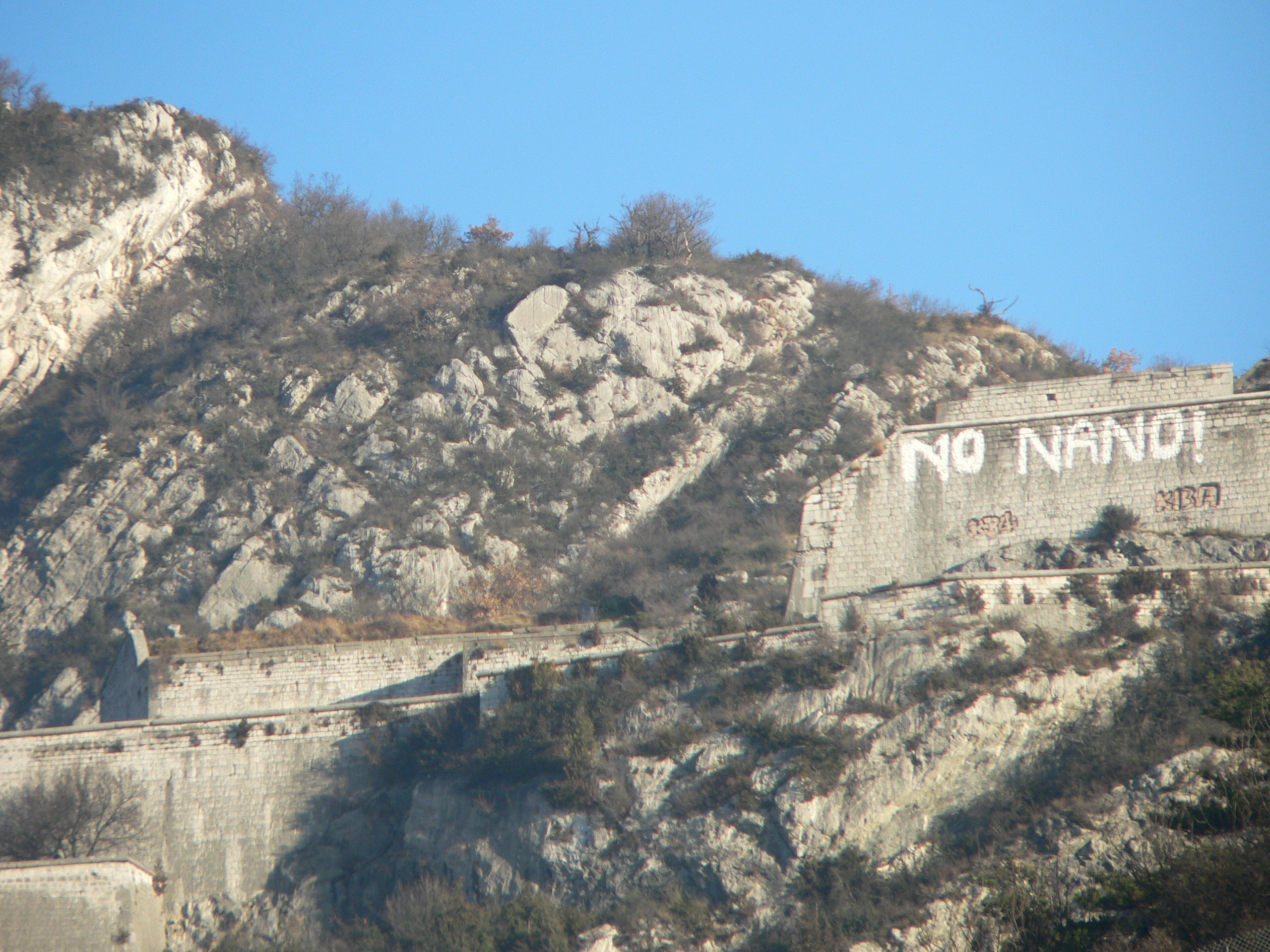
Dei gruppi che si oppongono all'installazione di laboratori di nanotecnologia a Grenoble, Francia, con bombolette spay hanno esternato la loro disapprovazione sopra la parete di una precedente piazzaforte sovrastante la città

Il termine nano-inquinamento è genericamente riferito a tutti i rifiuti generati da nanodispositivi o durante il processo di lavorazione di nanomateriali. Questi tipi di rifiuti possono essere molto pericolosi a causa della loro grandezza; possono fluttuare nell'aria e penetrare così facilmente cellule di piante e animali causando effetti sconosciuti. La maggior parte delle nanoparticelle prodotte dall'uomo non appaiono in natura, perciò gli organismi viventi non possiedono mezzi appropriati per trattare nano-rifiuti. Sembra che si appresti per la nanotecnologia una grande sfida  sul come trattare i suoi nanoinquinanti e suoi nanorifiuti.
Per stimare adeguatamente i rischi per la salute causabili dalle nanoparticelle progettate, necessita una valutazione del loro intero ciclo di vita, compresa la loro fabbricazione, immagazzinamento e distribuzione, applicazione e abuso potenziale, ed eliminazione. L'impatto sugli esseri umani o sull'ambiente può variare nei differenti stadi del ciclo di vita. La valutazione ambientale è giustificata dal fatto che le nanoparticelle presentano insoliti impatti ambientali. Scrinis solleva delle preoccupazioni riguardo al nano-inquinamento, argomentando che non sia attualmente possibile “prevedere o controllare con precisione gli impatti ecologici del rilascio di questi nano-prodotti nell'ambiente”.
D'altra parte, in un possibile futuro le applicazioni nanotecnologiche hanno il potenziale di giovare all'ambiente. La nanofiltrazione, basata sull'uso di membrane con pori estremamente più piccoli di 10 nm (forse composta di nanotubi), è adatta alla filtrazione meccanica per la rimozione di ioni o la separazione di fluidi diversi. Inoltre, le nanoparticelle magnetiche offrono un metodo efficace e affidabile per rimuovere gli inquinanti da metalli pesanti dalle acque sporche. Usando particelle in nanoscala aumenta l'efficienza nell'assorbire gli inquinanti, diminuendo relativamente il costo in confronto ai metodi tradizionali di filtrazione e precipitazione.
In più, la nanotecnologia potrebbe potenzialmente avere un grande impatto sulla produzione di energia pulita. La ricerca ha iniziato a usare nanomateriali per scopi che comprendono celle solari più efficienti, funzionali celle a combustibile, e nanobatterie favorevoli all'ambiente.

### Un bisogno di regolamentazione
C'è una disputa significativa relativa alla questione se la nanotecnologia o i prodotti basati su di essa meritino una speciale regolamentazione governativa. Questo dibattimento è relativo alle circostanze in cui sia necessario e appropriato valutare nuove sostanze prima del loro rilascio sul mercato, nella comunità e nell'ambiente.
L'ente regolatore come l'Agenzia per la Protezione dell'Ambiente e l'Amministrazione di Cibo e Farmaci (Food and Drug Administration) statunitensi o la Direzione Generale della Salute e dei Consumatori della Commissione Europea hanno iniziato a trattare i rischi potenziali posti dalle nanoparticelle. Finora, né le nanoparticelle progettate né i prodotti e materiali che le contengono sono stati soggetti ad alcuna regolamentazione speciale riguardo a produzione, trattamento o etichettamento. La Scheda Dati di Sicurezza (MSDS, Material Safety Data Sheet), che deve essere pubblicata per certi materiali, spesso non fa differenza tra le dimensioni grossolane e quelle in nanoscala dei materiali in questione e, anche quando lo fa, queste schede (MSDS) sono soltanto consultive.
La limitata etichettatura della nanotecnologia e la regolamentazione possono aggravare il potenziale umano, la salute ambientale e le questioni di sicurezza associate alla nanotecnologia. Si è argomentato che lo sviluppo di una regolamentazione comprensiva della nanotecnologia sarà vitale per assicurare che i suoi potenziali rischi associati alla ricerca e all'applicazione commerciale non ne adombrino i potenziali benefici. La regolamentazione può anche essere richiesta per andare incontro alle aspettative della comunità riguardo a uno sviluppo responsabile della nanotecnologia, assicurando inoltre che gli interessi pubblici siano inclusi nella formazione del suo sviluppo.

#### California
Nell'ottobre del 2008, il Dipartimento per il Controllo delle Sostanze Tossiche (DTSC, Department of Toxic Substances Control), della Agenzia per la Protezione Ambientale della California (California Environmental Protection Agency), ha annunciato il suo intento di richiedere informazioni riguardanti metodi di test analitici, destino e trasporto nell'ambiente, e altre informazioni rilevanti riguardanti la fabbricazione di nanotubi di carbonio. La DTSC sta esercitando la sua autorità in base al Codice di sicurezza e Salute Californiano (California Health and Safety Code), capitolo 699, sezioni 57018-57020. Queste sezioni vennero aggiunte come risultato dell'adozione dell'Assembly Bill AB 289 (2006). Esse erano intese a fare informazione su destino e trasporto, rilevamento e analisi, e altre notizie riguardo a prodotti chimici più disponibili. La legge impone la responsabilità di fornire queste informazioni al Dipartimento riguardo a coloro che li fabbricano o li importano.
Il 22 gennaio del 2009, una lettera di formale richiesta di informazioni venne spedita ai fabbricanti che producono o importano nanotubi di carbonio in California, o che possano esportarli all'interno dello Stato. Questa lettera costituisce la prima formale realizzazione delle autorità, imposte dallo statuto AB 289, ed è diretta ai fabbricanti di nanotubi di carbonio, sia dell'industria che del mondo accademico dello Stato, e ai fabbricanti esterni che esportano nanotubi di carbonio in California. Questa richiesta di informazioni deve essere evasa dai fabbricanti entro un anno. La DTSC rimarrà poi in attesa di risposte fino alla data comunicata della scadenza del 22 gennaio 2010 prossimo.
La Rete Industriale Nanotecnologica Californiana (CNIN, California Nano Industry Network) e la DTSC hanno ospitato un simposio per l'intera giornata del 16 novembre 2009 a Sacramento, CA. Questo simposio ha fornito l'opportunità di ascoltare esperti dell'industria nanotecnologica e discutere sulle considerazioni della futura regolamentazione in California.

## Implicazioni sociali
Oltre i rischi di tossicità per la salute umana e l'ambiente associati ai nanomateriali di prima generazione, la nanotecnologia ha implicazioni sociali più ampie ponendo sfide più grandi. I sociologi hanno suggerito che i problemi sociali legati alla nanotecnologia sarebbero valutati e compresi non semplicemente come impatti o rischi "downstream". Piuttosto, la sfida sarebbe fattorizzata nella ricerca "controcorrente" (upstream) e nella decisione di fare in modo di assicurare un punto d'incontro tra lo sviluppo tecnologico e gli obiettivi sociali
Molti sociologi e organizzazioni nella società civile suggeriscono che la valutazione tecnologica e il governo coinvolgano anche la partecipazione pubblica.

Sono stati sollevati problematiche riguardo ai rischi sociali dovuti all'uso della nanotecnologia. A livello strumentale, questi comprendono la possibilità di applicazioni militari nanotecnologiche (per esempio, come negli impianti e altri mezzi per il rafforzamento dei soldati come quelli in via di sviluppo all'Institute for Soldier Nanotechnologies al MIT) come pure capacità di sorveglianza attraverso nano-sensori.
A livello strutturale, la critica rivolta alla nanotecnologia denuncia un nuovo mondo proprietario, controllato dalle corporazioni grazie proprio alla nanotecnologia. La questione è che, proprio come la capacità della biotecnologia di manipolare i geni va di pari passo con quella di brevettatare la vita, così troppa capacità nanotecnologica di manipolare le molecole ha portato a brevettare la materia. In questi ultimi anni si è visto una corsa all'oro (gold rush) nel rivendicare i brevetti per la "nanoscala". Oltre 800 brevetti relativi alla nano vennero conferiti nel 2003, e il numero aumenta di anno in anno. Le grandi aziende stanno già ottenendo in questo campo brevetti su scoperte e invenzioni. Per esempio, due corporation, NEC e IBM, possiedono i brevetti fondamentali dei nanotubi di carbonio, una delle attuali pietre angolari della nanotecnologia. I nanotubi al carbonio hanno un vasto campo di utilizzo, e stanno diventando cruciali per molte industrie, dall'elettronica, ai computer, ai materiali irrobustiti per somministrare farmaci e per la diagnostica. I nanotubi di carbonio sono soppesati per diventare la più importante merce di prima necessità con la potenzialità di sostituire i maggiori materiali grezzi convenzionali. Tuttavia, man mano che il loro uso si espande, cercando ognuno di fabbricare (legalmente) o vendere nanotubi di carbonio, non importa per quali applicazioni, deve per prima comprare una licenza dalla NEC o dalla IBM.

### Potenziali vantaggi e rischi per i Paesi in via di sviluppo
Le nanotecnologie possono fornire nuove soluzioni per milioni di persone nei Paesi in via di sviluppo che non hanno accesso ai servizi di base, come acqua potabile, energia sostenibile, protezione della salute ed istruzione. Le Nazioni Unite hanno stabilito gli Obiettivi di Sviluppo del Millennio per venire incontro a questi bisogni. La Task Force riguardo a Scienza, Tecnologia e Innovazione delle ONU nel 2004 osservò che alcuni dei vantaggi della nanotecnologia comprendono la produzione con poco lavoro, terra, o manutenzione, alta produttività, basso costo, e modesto fabbisogno di materiali ed energia.
Le opportunità potenziali delle nanotecnologie per aiutare a risolvere le critiche priorità di sviluppo internazionale comprendono sistemi di depurazione delle acque, sistemi di energia, medicina e prodotti farmaceutici, produzione di cibo e nutrizione, e informazione e tecnologie delle comunicazioni. Le nanotecnologie sono già incorporate nei prodotti immessi nel mercato. Altre nanotecnologie sono ancora nella fase di ricerca, mentre altre sono concetti, anni o decenni lontane dallo sviluppo.
La salvaguardia dell'ambiente, della salute umana e della sicurezza sul lavoro nei Paesi in via di sviluppo spesso sono dovuti a una combinazione di fattori che possono comprendere, ma non solo, la carenza di un ambiente sano, la salute umana, e la regolamentazione della sicurezza sul lavoro; un controllo scarso o privo di regole collegato alla carenza di capacità umane (vale a dire, regolamentazione del personale propriamente qualificato) e fisiche (per es., equipaggiamento). Spesso, questi Paesi richiedono assistenza, particolarmente finanziaria, sviluppare la capacità istituzionale e scientifica per valutare adeguatamente e affrontare rischi, incluse le infrastrutture necessarie come laboratori e tecnologia per il rilevamento.
Tuttavia, frequentemente vengono sollevati problemi sul fatto che i vantaggi declamati della nanotecnologia non saranno distribuiti in modo uguale, e che tutti i benefici (tecnici e/o economici inclusi) associati alla nanotecnologia perverranno solo alle nazioni ricche. La maggioranza della ricerca nanotecnologica e sviluppo - e i brevetti per nanomateriali e prodotti - è concentrata nei Paesi sviluppati (inclusi Stati Uniti, Giappone, Germania, Canada e Francia). Inoltre, la maggior parte dei brevetti relativi alla nanotecnologia sono concentrati nelle mani di poche corporation multinazionali, comprese IBM, Micron Technologies, Advanced Micro Devices e Intel. Ciò fa temere che sarà improbabile che i Paesi in via di sviluppo possano avere accesso a infrastrutture, finanziamenti e risorse umane richieste per sostenere la ricerca nanotecnologica e lo sviluppo, e ciò verosimilmente porterà ad inasprire tali disuguaglianze.
I produttori nei Paesi in via di sviluppo potrebbero essere svantaggiati dalla sostituzione di prodotti naturali (inclusi caucciù, cotone, caffè e tè) a causa degli sviluppi attuati in nanotecnologia. Questi prodotti naturali sono importanti per l'esportazione nei Paesi in via di sviluppo, e molti agricoltori che vivono in un'economia di sussistenza dipendono da essi. È stato sostenuto che la loro sostituzione con nano-prodotti industriali potrebbe avere un impatto negativo sulle economie dei Paesi in via di sviluppo, tradizionalmente dipendenti da queste coltivazioni di esportazione.

## Implicazioni della nanotecnologia molecolare
La nanotecnologia molecolare è un sottocampo speculativo della nanotecnologia che riguarda la possibilità di costruire assemblatori molecolari, macchine che potrebbero ri-ordinare la materia su scala atomica o molecolare. Riguardo ai rischi della lavorazione molecolare, il caso peggiore di simulazione spesso citato è il "grey goo", una sostanza ipotetica mediante la quale la superficie della terra potrebbe esse trasformata da nanorobot auto-replicanti che si espandono dovunque. Questo idea è stata analizzata da Freitas in "Alcuni limiti all'ecofagia globale tramite nanoreplicatori biovoraci, con raccomandazioni di politica pubblica" Con l'avvento della nano-biotecnologia, è stato presentato uno scenario simulato differente chiamato Grande Ossidazione (green goo). In questo caso, la sostanza virulenta non è costituita da nanorot ma piuttosto da organismi progettati per auto-replicarsi per mezzo della nanotecnologia.
Secondo il Centro per la Nanotecnologia Responsabile:
È troppo presto per dire se ci saranno incentivi economici per farlo. Tuttavia, dato il gran numero di attività e obiettivi che danneggerebbero l'ambiente, se portati all'estremo, e considerata la facilità di portarli all'estremo tramite la fabbricazione molecolare, è giusto che questo problema ci faccia preoccupare. Alcune forme di danno possono derivare da un certo numero di azioni individuali, ciascuna quasi innocua di per sé. Tale danno è molto difficile da prevenire con la persuasione, e spesso nemmeno le leggi funzionano a tale scopo; la restrizione focalizzata sulla tecnologia stessa può essere una parte necessaria della soluzione.
Infine, considerata l'estrema compattezza dei macchinari nano-fabbricati, si tenterà di usare prodotti molto piccoli, che possono facilmente trasformarsi in nano-rifiuti, difficili da eliminare, e che potrebbero causare problemi di salute. Il sito elenca numerosi altri rischi e vantaggi.

## Studi sulle implicazioni della nanotecnologia
- Il primo tentativo di valutare le implicazioni sociali della nanotecnologia è stato un seminario tenutosi presso la National Science Foundation, il 28-29 settembre del 2000. In seguito, un secondo esteso seminario fu organizzato alla NSF il 2-3 dicembre del 2003. Le relazioni di questi incontri vennero curate insieme da Mihail C. Roco e William Sims Bainbridge.[36]

- La relazione di nanotecnologia della Royal Society[37] fu ispirata dalle preoccupazioni del principe Carlo riguardo alla nanotecnologia, compresa la fabbricazione molecolare. Tuttavia, la relazione non parla di fabbricazione molecolare.[38] (Vedi la denuncia del Center for Responsible Nanotechnology riguardo a questa omissione). Infatti, la parola "Drexler" appare solo una volta nel corpo del rapporto (incidentalmente), e "fabbricazione molecolare" o "nanotecnologia molecolare" non appare affatto. La relazione tratta dei vari rischi dovuti alle tecnologie su scala nanometrica, come la tossicologia delle nanoparticelle, fornendo anche una panoramica utile di diversi campi che operano su scala nanometrica. (Qualcuno più interessato a questa tecnologia nanometrica potrebbe ampliare questa descrizione). La relazione contiene un allegato (appendice) sul grey goo, che cita una variante più debole riguardante la tesi controversa di Richard Smalley contro la fabbricazione molecolare. La relazione conclude che non vi è alcuna prova riguardo al fatto che, in un prossimo futuro, possano essere sviluppate delle nanomacchine autonome, autoreplicanti, suggerendo che i regolatori dovrebbero preoccuparsi più dei problemi riguardanti la tossicologia delle nanoparticelle.

- Nel 2008, la città di Cambridge (Massachusetts, Stati Uniti) prendeva in considerazione la possibilità di istituire una regolamentazione della nanotecnologia simile a quella attuata a Berkeley (California), essendo quest'ultima la sola città degli Stati Uniti attualmente a regolamentarla. La relazione finale[39] della Cambridge Nanomaterials Advisory Committee del luglio del 2008 dichiarava la sua contrarietà a tali regolamenti, raccomandando invece altri provvedimenti per facilitare la raccolta di informazioni sui potenziali effetti dei nanomateriali.

- Nel luglio del 2003 la Agenzia per la Protezione Ambientale statunitense[40] ha rilasciato la prima sollecitazione di ricerca nel settore delle nanotecnologie, "Ricerca Esplorativa per Prevenire i Problemi Ambientali del Futuro" - Parte 2ª: "Impatto dei Nanomateriali di sintesi sulla Salute Umana e sull'Ambiente".[41] Nel settembre del 2004 l'EPA statunitense ha collaborato con la National Science Foundation e il Centro per il Controllo delle Malattie (Center for Disease Control) rilasciando una seconda sollecitazione di ricerca.[42]

- Nell'agosto del 2005, una task force costituita di più di 50 esperti internazionali provenienti da vari settori, venne organizzata dal Centro per una Nanotecnologia Responsabile (Center for Responsible Nanotechnology) per studiare le implicazioni sociali della nanotecnologia molecolare.[43]

- Nell'ottobre del 2005, la National Science Foundation annunciava che avrebbe finanziato due centri nazionali per investigare le potenziali implicazioni sociali che comporta la nanotecnologia. Situati alla University of California, Santa Barbara,[44] e alla Arizona State University[45], i ricercatori in questi due centri stanno esplorando una vasta gamma di problemi inclusi il contesto storico della nanotecnologia, la valutazione tecnologica, l'innovazione e le questioni della globalizzazione, e la percezione sociale del rischio.

- Determinare una serie di percorsi per lo sviluppo della nanotecnologia molecolare è adesso un obiettivo di un più ampio progetto basato su una roadmap della tecnologia[46] portata a termine da Battelle (responsabile di molti laboratori nazionali U.S.A.) e dal Foresight Institute. Questa roadmap sarebbe stata completata all'inizio del 2007.

- Nell'ottobre del 2006, la International Council On Nanotechnology (ICON)[47] con sede presso la Rice University ha pubblicato una ricerca sulle pratiche gestionali dei nanomateriali utilizzati nei luoghi di lavoro industriali e accademici dei quattro continenti. La ricerca[48] ha rivelato che sono necessarie maggiori informazioni per proteggersi contro i potenziali rischi professionali associati al trattamento delle nanoparticelle libere. La ICON mantiene anche il Virtual Journal of Nanotechnology Environment, Health & Safety[49], una raccolta di citazioni di studi peer-reviewed sui fattori di rischio.

- Nel 2007 la Springer SBM iniziò a pubblicare la rivista "Etica per le Tecnologie che Convergono sulla Nanoscala" (Ethics for Technologies that Converge at the Nanoscale)[50]. Questa rivista è un forum multidisciplinare per l'esplorazione dei temi presentati coinvolgenti applicazioni tecnologiche. Mentre il tema centrale della rivista è un esame filosoficamente e scientificamente rigoroso che riguarda considerazioni etiche e sociali, l'opinione pubblica e le preoccupazioni inerenti alla politica nell'ambito della ricerca nanotecnologica e sviluppo.

- Il Sommario delle Nanotecnologie (Nanotechnologies Summary)[51] per la valutazione sulla sicurezza delle nanotecnologie del Comitato Scientifico sui Rischi per la Salute Emergenti e Recentemente Identificati della Direzione Generale per la Salute e la Tutela dei Consumatori (DG-SANCO).

- Il Centro per la Nanotecnologia nella Società (Center for Nanotechnology in Society) dell'Arizona State University[52] è un importante centro di ricerca finanziato dalla NSF focalizzato sulle analisi delle implicazioni sociali della nanotecnologia.